# Modesta Vžesniauskaitė
Modesta Vžesniauskaitė (ur. 17 października 1983 roku w Poniewieżu) – litewska kolarka szosowa, uczestniczka igrzysk olimpijskich w Pekinie. Brała udział w wyścigu drogowym kobiet i ukończyła go na dwudziestym siódmym miejscu z czasem 3:33:17. Obecnie jest członkiem zespołu kolarskiego Forna d’Asorno we Włoszech.

## Osiągnięcia
| Zawody                       | Rok  | Miejsce |
| ---------------------------- | ---- | ------- |
| Mistrzostwa świata           | 2004 | 5.      |
| Giro d’Italia Femminile      | 2004 | 5.      |
| Mistrzostwa Europy do lat 23 | 2005 | 3.      |
| Giro di San Marino           | 2005 | 1.      |
| Krajowe mistrzostwa drogowe  | 2008 | 1.      |
| Letnie igrzyska olimpijskie  | 2008 | 27.     |